# ATP-toernooi van Cincinnati
Het ATP-toernooi van Cincinnati is een jaarlijks terugkerend tennistoernooi voor mannen dat wordt georganiseerd in de Amerikaanse stad Cincinnati.
De officiële naam van het toernooi is Western and Southern Open.
Er wordt gespeeld op hardcourt en het toernooi valt in de categorie ATP World Tour Masters 1000, de hoogste categorie van de ATP. Het toernooi wordt sinds 1899 gehouden.
Tot en met 2010 speelden de vrouwen een week eerder op dezelfde locatie het WTA-toernooi van Cincinnati. Sinds 2011 vinden beide toernooien echter in dezelfde week plaats.

## Finales

### Enkelspel
| Datum             | Naam                                                | Categorie              | ($)               | Ondergrond        | Winnaar               | Verliezend finalist    | Uitslag                  | Details           |
| ----------------- | --------------------------------------------------- | ---------------------- | ----------------- | ----------------- | --------------------- | ---------------------- | ------------------------ | ----------------- |
| 1899              | Cincinnati Open                                     |                        |                   | gravel, buiten    | Nat Emerson           | Dudley Sutphin         | 8-6, 6-1, 10-8           |                   |
| 1900              | Cincinnati Open                                     |                        |                   | gravel, buiten    | Raymond Little (1)    | Nat Emerson            | 6-2, 6-4, 6-2            |                   |
| 1901              | Tri-State International Tennis Tournament           |                        |                   | gravel, buiten    | Raymond Little (2)    | Kreigh Collins         | 2-6, 8-6, 6-4, 7-5       |                   |
| 1902              | Tri-State International Tennis Tournament           |                        |                   | gravel, buiten    | Raymond Little (3)    | Kreigh Collins         | 3-6, 6-8, 6-4, 6-1, 6-2  |                   |
| 1903              | Tri-State International Tennis Tournament           |                        |                   | gravel, buiten    | Kreigh Collins        | Raymond Little         | 11-9, 4-6, 6-1, 3-6, 6-4 |                   |
| 1904              | Tri-State International Tennis Tournament           |                        |                   | gravel, buiten    | Beals Wright (1)      | L. Harry Waidner       | 7-5, 6-0, 6-3            |                   |
| 1905              | Tri-State International Tennis Tournament           |                        |                   | gravel, buiten    | Beals Wright (2)      | Kreigh Collins         | 6-3, 7-5, 4-6, 7-9, 6-3  |                   |
| 1906              | Tri-State International Tennis Tournament           |                        |                   | gravel, buiten    | Beals Wright (3)      | Robert LeRoy           | 6-4, 6-4, 4-6, 4-6, 6-2  |                   |
| 1907              | Tri-State International Tennis Tournament           |                        |                   | gravel, buiten    | Robert LeRoy (1)      | Robert Chauncey Seaver | 8-6, 6-8, 6-2, 6-0       |                   |
| 1908              | Tri-State International Tennis Tournament           |                        |                   | gravel, buiten    | Robert LeRoy (2)      | Nat Emerson            | 6-0, 7-5, 6-4            |                   |
| 1909              | Tri-State International Tennis Tournament           |                        |                   | gravel, buiten    | Robert LeRoy (3)      | Nat Emerson            | 6-3, 3-6, 6-0, 1-6, 6-3  |                   |
| 1910              | Tri-State International Tennis Tournament           |                        |                   | gravel, buiten    | Richard H. Palmer (1) | Wallace F. Johnson     | 11-9, 6-3, 6-4           |                   |
| 1911              | Tri-State International Tennis Tournament           |                        |                   | gravel, buiten    | Richard H. Palmer (2) | Richard Bishop         | 14-12, 6-4, 8-6          |                   |
| 1912              | Tri-State International Tennis Tournament           |                        |                   | gravel, buiten    | Gus Touchard          | Richard H. Palmer      | 6-1, 6-2, 7-5            |                   |
| 1913              | Tri-State International Tennis Tournament           |                        |                   | gravel, buiten    | William McElroy (1)   | Gus Touchard           | Opgave                   |                   |
| 1914              | Tri-State International Tennis Tournament           |                        |                   | gravel, buiten    | William McElroy (2)   | William Hoag           | 6-4, 1-6, 6-4, 6-2       |                   |
| 1915              | Tri-State International Tennis Tournament           |                        |                   | gravel, buiten    | Clarence Griffin      | William S. McElroy     | 6-4, 6-3, 6-3            |                   |
| 1916              | Tri-State International Tennis Tournament           |                        |                   | gravel, buiten    | Bill Johnston         | Clarence Griffin       | Opgave                   |                   |
| 1917              | Tri-State International Tennis Tournament           |                        |                   | gravel, buiten    | Fritz Bastian         | John MacKay            | 4-6, 6-4, 6-1, 6-2       |                   |
| 1918              | toernooi afgelast                                   | toernooi afgelast      | toernooi afgelast | toernooi afgelast | toernooi afgelast     | toernooi afgelast      | toernooi afgelast        | toernooi afgelast |
| 1919              | Tri-State International Tennis Tournament           |                        |                   | gravel, buiten    | Fritz Bastian         | John Hennessey         | 2-6, 6-4, 6-1, 6-4       |                   |
| 1920              | Tri-State International Tennis Tournament           |                        |                   | gravel, buiten    | John Hennessey        | Walter Wesbrook        | 8-10, 6-3, 6-3, 6-4      |                   |
| 1921              | toernooi afgelast                                   | toernooi afgelast      | toernooi afgelast | toernooi afgelast | toernooi afgelast     | toernooi afgelast      | toernooi afgelast        | toernooi afgelast |
| 1922              | Tri-State International Tennis Tournament           |                        |                   | gravel, buiten    | Louis Kuhler (1)      | Edwin Haupt            | 6-3, 6-1, 6-1            |                   |
| 1923              | Tri-State International Tennis Tournament           |                        |                   | gravel, buiten    | Louis Kuhler (2)      | Paul Kunkel            | 6-3, 6-3, 6-2            |                   |
| 1924              | Tri-State International Tennis Tournament           |                        |                   | gravel, buiten    | George Lott (1)       | Paul Kunkel            | 2-6, 13-11, 6-4, 6-3     |                   |
| 1925              | Tri-State International Tennis Tournament           |                        |                   | gravel, buiten    | George Lott (2)       | Julius Sagalowsky      | 6-3, 7-5, 6-1            |                   |
| 1926              | Tri-State International Tennis Tournament           |                        |                   | gravel, buiten    | Bill Tilden           | George Lott            | 4-6, 6-3, 7-9, 6-4, 6-3  |                   |
| 1927              | Tri-State International Tennis Tournament           |                        |                   | gravel, buiten    | George Lott (3)       | Emmett Pare            | 6-4, 6-4, 6-2            |                   |
| 1928              | Tri-State International Tennis Tournament           |                        |                   | gravel, buiten    | Emmett Pare           | Harris Coggeshall      | 2-6, 6-1, 6-4, 6-4       |                   |
| 1929              | Tri-State International Tennis Tournament           |                        |                   | gravel, buiten    | Herbert Bowman        | Julius Seligson        | 2-6, 6-4, 6-4, 6-1       |                   |
| 1930              | Tri-State International Tennis Tournament           |                        |                   | gravel, buiten    | Frank Shields         | Emmett Pare            | 6-2, 6-4, 3-6, 2-6, 6-1  |                   |
| 1931              | Tri-State International Tennis Tournament           |                        |                   | gravel, buiten    | Cliff Sutter          | Bruce Barnes           | 6-3, 6-2, 3-6, 6-3       |                   |
| 1932              | Tri-State International Tennis Tournament           |                        |                   | gravel, buiten    | George Lott (4)       | Frank Parker           | 5-7, 6-2, 4-6, 6-0, 6-3  |                   |
| 1933              | Tri-State International Tennis Tournament           |                        |                   | gravel, buiten    | Bryan Grant (1)       | Frank Parker           | 11-9, 6-2, 1-6, 7-5      |                   |
| 1934              | Tri-State International Tennis Tournament           |                        |                   | gravel, buiten    | Henry Prusoff         | Arthur Hendrix         | 6-3, 6-2, 4-6, 6-4       |                   |
| 1935              | toernooi afgelast                                   | toernooi afgelast      | toernooi afgelast | toernooi afgelast | toernooi afgelast     | toernooi afgelast      | toernooi afgelast        | toernooi afgelast |
| 1936              | Tri-State International Tennis Tournament           |                        |                   | gravel, buiten    | Bobby Riggs (1)       | Charles Harris         | 6-1, 6-3, 6-1            |                   |
| 1937              | Tri-State International Tennis Tournament           |                        |                   | gravel, buiten    | Bobby Riggs (2)       | John McDiarmid         | 6-3, 6-3, 4-6, 6-3       |                   |
| 1938              | Tri-State International Tennis Tournament           |                        |                   | gravel, buiten    | Bobby Riggs (3)       | Frank Parker           | 6-1, 7-5, 6-3            |                   |
| 1939              | Tri-State International Tennis Tournament           |                        |                   | gravel, buiten    | Bryan Grant (2)       | Frank Parker           | 4-6, 6-3, 6-1, 2-6, 6-4  |                   |
| 1940              | Tri-State International Tennis Tournament           |                        |                   | gravel, buiten    | Bobby Riggs (4)       | Arthur Marx            | 11-9, 6-2, 4-6, 6-8, 6-1 |                   |
| 1941              | Tri-State International Tennis Tournament           |                        |                   | gravel, buiten    | Frank Parker          | William Talbert        | 6–2, 6–2, 6–4            |                   |
| 1942              | Tri-State International Tennis Tournament           |                        |                   | gravel, buiten    | Pancho Segura (1)     | William Talbert        | 1-6, 6-2, 6-4, 12-10     |                   |
| 1943              | Tri-State International Tennis Tournament           |                        |                   | gravel, buiten    | William Talbert (1)   | Seymour Greenberg      | 6-1, 6-2, 6-3            |                   |
| 1944              | Tri-State International Tennis Tournament           |                        |                   | gravel, buiten    | Pancho Segura (2)     | William Talbert        | 9-11, 6-2, 7-5, 2-6, 7-5 |                   |
| 1945              | Tri-State International Tennis Tournament           |                        |                   | gravel, buiten    | William Talbert (2)   | Elwood Cooke           | 6-2, 7-9, 6-2            |                   |
| 1946              | Tri-State International Tennis Tournament           |                        |                   | gravel, buiten    | Nick Carter           | George Richards        | 6-1, 6-1                 |                   |
| 1947              | Tri-State International Tennis Tournament           |                        |                   | gravel, buiten    | William Talbert (3)   | George Pero            | 6-1, 6-0, 6-0            |                   |
| 1948              | Tri-State International Tennis Tournament           |                        |                   | gravel, buiten    | Herbert Behrens       | Irvin Dorfman          | 7-5, 11-9, 2-6, 6-8, 6-4 |                   |
| 1949              | Tri-State International Tennis Tournament           |                        |                   | gravel, buiten    | James Brink           | Arnold Saul            | 6-4, 6-8, 6-4, 6-0       |                   |
| 1950              | Tri-State International Tennis Tournament           |                        |                   | gravel, buiten    | Glenn Bassett         | Hamilton Richardson    | 6-2, 4-6, 6-1, 6-1       |                   |
| 1951              | Tri-State International Tennis Tournament           |                        |                   | gravel, buiten    | Tony Trabert (1)      | William Talbert        | 5-7, 4-6, 6-4, 6-3, 6–4  |                   |
| 1952              | Tri-State International Tennis Tournament           |                        |                   | gravel, buiten    | Noel Brown            | Fred Hagist            | 6-4, 0-6, 2-0, opg.      |                   |
| 1953              | Tri-State International Tennis Tournament           |                        |                   | gravel, buiten    | Tony Trabert (2)      | Hamilton Richardson    | 10-8, 6-3, 6-4           |                   |
| 1954              | Tri-State International Tennis Tournament           |                        |                   | gravel, buiten    | Straight Clark        | Sam Giammalva          | 8-6, 6-1, 6-1            |                   |
| 1955              | Tri-State & Western International Tennis Tournament |                        |                   | gravel, buiten    | Bernard Bartzen (1)   | Tony Trabert           | 7-9, 11-9, 6-4           |                   |
| 1956              | Tri-State International Tennis Tournament           |                        |                   | gravel, buiten    | Edward Moylan         | Bernard Bartzen        | 6-0, 6-3, 6-3            |                   |
| 1957              | Tri-State International Tennis Tournament           |                        |                   | gravel, buiten    | Bernard Bartzen (2)   | Grant Golden           | 6-4, 7-5, 6-4            |                   |
| 1958              | Tri-State International Tennis Tournament           |                        |                   | gravel, buiten    | Bernard Bartzen (3)   | Sam Giammalva          | 7-5, 6-3, 6-2            |                   |
| 1959              | Tri-State International Tennis Tournament           |                        |                   | gravel, buiten    | Whitney Reed          | Donald Dell            | 1-6, 7-5, 6-3, 6-3       |                   |
| 1960              | Tri-State International Tennis Tournament           |                        |                   | gravel, buiten    | Miguel Olvera         | Crawford Henry         | 4-6, 9-7, 6-4            |                   |
| 1961              | Tri-State International Tennis Tournament           |                        |                   | gravel, buiten    | Allen Fox             | Billy Lenoir           | 3-6, 8-6, 6-2, 6-1       |                   |
| 1962              | Tri-State International Tennis Tournament           |                        |                   | gravel, buiten    | Marty Riessen (1)     | Allen Fox              | 1-6, 6-2, 6-2, 6-3       |                   |
| 1963              | Tri-State International Tennis Tournament           |                        |                   | gravel, buiten    | Marty Riessen (2)     | Herbert Fitzgibbon     | 6-1, 6-3, 7-5            |                   |
| 1964              | Tri-State International Tennis Tournament           |                        |                   | gravel, buiten    | Herb Fitzgibbon       | Robert Brien           | 6-1, 6-3, 6-1            |                   |
| 1965              | Tri-State International Tennis Tournament           |                        |                   | gravel, buiten    | Billy Lenoir          | Herb Fitzgibbon        | 1-6, 6-3, 6-3, 9-7       |                   |
| 1966              | Tri-State International Tennis Tournament           |                        |                   | gravel, buiten    | David Power           | William Harris         | 7-5, 3-6, 0-6, 6-1, 6-2  |                   |
| 03-07-1967        | Tri-State International Tennis Tournament           |                        |                   | gravel, buiten    | Joaquin Loyo-Mayo     | Jaime Fillol           | 8-6, 6-1                 |                   |
| ↓ open tijdperk ↓ |                                                     |                        |                   |                   |                       |                        |                          |                   |
| 01-07-1968        | Tri-State International Tennis Tournament           |                        |                   | gravel, buiten    | William Harris        | Tom Gorman             | 3-6, 6-2, 6-2            |                   |
| 14-07-1969        | Western Tennis Championships                        |                        |                   | gravel, buiten    | Cliff Richey          | Allan Stone            | 6-1, 6-2                 |                   |
| 20-07-1970        | Western Tennis Championships                        |                        | $ 25.000          | gravel, buiten    | Ken Rosewall          | Cliff Richey           | 7-9, 9-7, 8-6            |                   |
| 02-08-1971        | Western Tennis Championships                        |                        | $ 30.000          | gravel, buiten    | Stan Smith            | Juan Gisbert           | 7-6, 6-3                 |                   |
| 31-07-1972        | Western Tennis Championships                        |                        | $ 42.500          | gravel, buiten    | Jimmy Connors         | Guillermo Vilas        | 6-3, 6-3                 |                   |
| 06-08-1973        | Western Tennis Championships                        |                        | $ 50.000          | gravel, buiten    | Ilie Năstase          | Manuel Orantes         | 5-7, 6-3, 6-4            |                   |
| 29-07-1974        | Western Tennis Championships                        |                        | $ 30.000          | hardcourt, binnen | Marty Riessen (3)     | Bob Lutz               | 7-6, 7-6                 |                   |
| 28-07-1975        | Western Tennis Championships                        |                        | $ 50.000          | hardcourt, binnen | Tom Gorman            | Sherwood Stewart       | 7-5, 2-6, 6-4            |                   |
| 12-07-1976        | Western Tennis Championships                        |                        | $ 100.000         | gravel, buiten    | Roscoe Tanner         | Eddie Dibbs            | 7-6, 6-3                 |                   |
| 11-07-1977        | Western Tennis Championships                        |                        | $ 100.000         | gravel, buiten    | Harold Solomon (1)    | Mark Cox               | 6-2, 6-3                 |                   |
| 10-07-1978        | Western Tennis Championships                        |                        | $ 125.000         | gravel, buiten    | Eddie Dibbs           | Raúl Ramírez           | 5-7, 6-3, 6-2            |                   |
| 20-08-1979        | ATP Championship                                    |                        | $ 200.000         | hardcourt, buiten | Peter Fleming         | Roscoe Tanner          | 6-4, 6-2                 |                   |
| 18-08-1980        | ATP Championship                                    |                        | $ 200.000         | hardcourt, buiten | Harold Solomon (2)    | Francisco González     | 7-6, 6-3                 |                   |
| 17-08-1981        | ATP Championship                                    |                        | $ 200.000         | hardcourt, buiten | John McEnroe          | Chris Lewis            | 6-3, 6-4                 |                   |
| 16-08-1982        | ATP Championship                                    |                        | $ 300.000         | hardcourt, buiten | Ivan Lendl            | Steve Denton           | 6-2, 7-6                 |                   |
| 15-08-1983        | ATP Championship                                    |                        | $ 300.000         | hardcourt, buiten | Mats Wilander (1)     | John McEnroe           | 6-4, 6-4                 |                   |
| 20-08-1984        | ATP Championship                                    |                        | $ 300.000         | hardcourt, buiten | Mats Wilander (2)     | Anders Järryd          | 7-6, 6-3                 |                   |
| 19-08-1985        | ATP Championship                                    |                        | $ 300.000         | hardcourt, buiten | Boris Becker          | Mats Wilander          | 6-4, 6-2                 |                   |
| 18-08-1986        | ATP Championship                                    |                        | $ 300.000         | hardcourt, buiten | Mats Wilander (3)     | Jimmy Connors          | 6-4, 6-1                 |                   |
| 17-08-1987        | Thriftway ATP Championship                          |                        | $ 300.000         | hardcourt, buiten | Stefan Edberg (1)     | Boris Becker           | 6-4, 6-1                 |                   |
| 15-08-1988        | Thriftway ATP Championship                          |                        | $ 485.000         | hardcourt, buiten | Mats Wilander (4)     | Stefan Edberg          | 3-6, 7-6, 7-6            |                   |
| 14-08-1989        | Thriftway ATP Championship                          |                        | $ 485.000         | hardcourt, buiten | Brad Gilbert          | Stefan Edberg          | 6-4, 2-6, 7-6            |                   |
| 06-08-1990        | Thriftway ATP Championship                          | Championship Series SW | $ 1.020.000       | hardcourt, buiten | Stefan Edberg (2)     | Brad Gilbert           | 6-1, 6-1                 | details           |
| 05-08-1991        | Thriftway ATP Championship                          | Championship Series SW | $ 1.020.000       | hardcourt, buiten | Guy Forget            | Pete Sampras           | 2-6, 7-6, 6-4            | details           |
| 10-08-1992        | Thriftway ATP Championship                          | Championship Series SW | $ 1.125.000       | hardcourt, buiten | Pete Sampras (1)      | Ivan Lendl             | 6-3, 3-6, 6-3            | details           |
| 09-08-1993        | Thriftway ATP Championship                          | Super 9                | $ 1.400.000       | hardcourt, buiten | Michael Chang (1)     | Stefan Edberg          | 7-5, 0-6, 6-4            | details           |
| 08-08-1994        | Thriftway ATP Championship                          | Super 9                | $ 1.470.000       | hardcourt, buiten | Michael Chang (2)     | Stefan Edberg          | 6-2, 7-5                 | details           |
| 07-08-1995        | Thriftway ATP Championship                          | Super 9                | $ 1.545.000       | hardcourt, buiten | Andre Agassi (1)      | Michael Chang          | 7-5, 6-2                 | details           |
| 05-08-1996        | Great American Insurance ATP Championship           | Super 9                | $ 1.950.000       | hardcourt, buiten | Andre Agassi (2)      | Michael Chang          | 7-6, 6-4                 | details           |
| 04-08-1997        | Great American Insurance ATP Championship           | Super 9                | $ 2.050.000       | hardcourt, buiten | Pete Sampras (2)      | Thomas Muster          | 6-3, 6-4                 | details           |
| 10-08-1998        | Great American Insurance ATP Championship           | Super 9                | $ 2.200.000       | hardcourt, buiten | Patrick Rafter        | Pete Sampras           | 1-6, 7-6, 6-4            | details           |
| 09-08-1999        | Great American Insurance ATP Championship           | Super 9                | $ 2.200.000       | hardcourt, buiten | Pete Sampras (3)      | Patrick Rafter         | 7-6, 6-3                 | details           |
| 07-08-2000        | Tennis Masters Series Cincinnati                    | Masters Series         | $ 2.450.000       | hardcourt, buiten | Thomas Enqvist        | Tim Henman             | 7-6, 6-4                 | details           |
| 06-08-2001        | Tennis Masters Series Cincinnati                    | Masters Series         | $ 2.450.000       | hardcourt, buiten | Gustavo Kuerten       | Patrick Rafter         | 6-1, 6-3                 | details           |
| 05-08-2002        | Western & Southern Financial Group Masters          | Masters Series         | $ 2.450.000       | hardcourt, buiten | Carlos Moyà           | Lleyton Hewitt         | 7-5, 7-6                 | details           |
| 11-08-2003        | Western & Southern Financial Group Masters          | Masters Series         | $ 2.200.000       | hardcourt, buiten | Andy Roddick (1)      | Mardy Fish             | 4-6, 7-6, 7-6            | details           |
| 02-08-2004        | Western & Southern Financial Group Masters          | Masters Series         | $ 2.200.000       | hardcourt, buiten | Andre Agassi (3)      | Lleyton Hewitt         | 6-3, 3-6, 6-2            | details           |
| 15-08-2005        | Western & Southern Financial Group Masters          | Masters Series         | $ 2.200.000       | hardcourt, buiten | Roger Federer (1)     | Andy Roddick           | 6-3, 7-5                 | details           |
| 14-08-2006        | Western & Southern Financial Group Masters          | Masters Series         | $ 2.200.000       | hardcourt, buiten | Andy Roddick (2)      | Juan Carlos Ferrero    | 6-3, 6-4                 | details           |
| 13-08-2007        | Western & Southern Financial Group Masters          | Masters Series         | $ 2.200.000       | hardcourt, buiten | Roger Federer (2)     | James Blake            | 6-1, 6-4                 | details           |
| 28-07-2008        | Western & Southern Financial Group Masters          | Masters Series         | $ 2.365.000       | hardcourt, buiten | Andy Murray (1)       | Novak Đoković          | 7-6(4), 7-6(5)           | details           |
| 17-08-2009        | Western & Southern Financial Group Masters          | Masters 1000           | $ 2.430.000       | hardcourt, buiten | Roger Federer (3)     | Novak Đoković          | 6-1, 7-5                 | details           |
| 16-08-2010        | Western & Southern Financial Group Masters          | Masters 1000           | $ 2.430.000       | hardcourt, buiten | Roger Federer (4)     | Mardy Fish             | 6-7(5), 7-6(1), 6-4      | details           |
| 15-08-2011        | Western & Southern Open                             | Masters 1000           | $ 2.592.000       | hardcourt, buiten | Andy Murray (2)       | Novak Đoković          | 6-4, 3-0, opg.           | details           |
| 13-08-2012        | Western & Southern Open                             | Masters 1000           | $ 2.825.280       | hardcourt, buiten | Roger Federer (5)     | Novak Đoković          | 6-0, 7-6(7)              | details           |
| 12-08-2013        | Western & Southern Open                             | Masters 1000           | $ 3.079.555       | hardcourt, buiten | Rafael Nadal          | John Isner             | 7-6(8), 7-6(3)           | details           |
| 11-08-2014        | Western & Southern Open                             | Masters 1000           | $ 3.356.715       | hardcourt, buiten | Roger Federer (6)     | David Ferrer           | 6-3, 1-6, 6-2            | details           |
| 17-08-2015        | Western & Southern Open                             | Masters 1000           | $ 3.826.655       | hardcourt, buiten | Roger Federer (7)     | Novak Đoković          | 7-6(1), 6-3              | details           |
| 15-08-2016        | Western & Southern Open                             | Masters 1000           | $ 4.362.385       | hardcourt, buiten | Marin Čilić           | Andy Murray            | 6-4, 7-5                 | details           |
| 20-08-2017        | Western & Southern Open                             | Masters 1000           | $ 4.973.120       | hardcourt, buiten | Grigor Dimitrov       | Nick Kyrgios           | 6-3, 7-5                 | details           |
| 19-08-2018        | Western & Southern Open                             | Masters 1000           | $ 5.669.360       | hardcourt, buiten | Novak Djokovic (1)    | Roger Federer          | 6-4, 6-4                 | details           |
| 18-08-2019        | Western & Southern Open                             | Masters 1000           | $ 6.056.280       | hardcourt, buiten | Daniil Medvedev       | David Goffin           | 7-6(3), 6-4              | details           |
| 29-08-2020        | Western & Southern Open                             | Masters 1000           | $ 4.222.190       | hardcourt, buiten | Novak Djokovic (2)    | Milos Raonic           | 1-6, 6-3, 6-4            | details           |
| 22-08-2021        | Western & Southern Open                             | Masters 1000           | $ 5.404.435       | hardcourt, buiten | Alexander Zverev      | Andrej Roebljov        | 6-2, 6-3                 | details           |
| 21-08-2022        | Western & Southern Open                             | Masters 1000           | $ 6.280.880       | hardcourt, buiten | Borna Ćorić           | Stéfanos Tsitsipás     | 7-6(0), 6-2              | details           |
| 20-08-2023        | Western & Southern Open                             | Masters 1000           | $ 6.600.000       | hardcourt, buiten | Novak Djokovic (3)    | Carlos Alcaraz         | 5–7, 7–6(7), 7–6(4)      | details           |
| 19-08-2024        | Western & Southern Open                             | Masters 1000           | $ 6.795.555       | hardcourt, buiten | Jannik Sinner         | Frances Tiafoe         | 7–6(4), 6–2              | details           |

### Dubbelspel
| Datum             | Naam                                       | Categorie              | ($)                | Ondergrond        | Winnaars                                 | Verliezend finalisten                     | Uitslag                | Details |
| ----------------- | ------------------------------------------ | ---------------------- | ------------------ | ----------------- | ---------------------------------------- | ----------------------------------------- | ---------------------- | ------- |
| 1965              | Tri-State International Tennis Tournament  |                        |                    | gravel, buiten    | Dave Power John Pickins                  | Herbert Fitzgibbon Butch Newman           | 6-1, 6-2               |         |
| 1966              | Tri-State International Tennis Tournament  |                        |                    | gravel, buiten    | Jaime Fillol Joaquin Loyo-Mayo           | Bob Potthast Dick Leach                   | 6-4, 6-4               |         |
| 03-07-1967        | Tri-State International Tennis Tournament  |                        |                    | gravel, buiten    | William Brown (1) Jasjit Singh           | Tom Gorman Richard Knight                 | 6-1, 9-7               |         |
| ↓ open tijdperk ↓ |                                            |                        |                    |                   |                                          |                                           |                        |         |
| 01-07-1968        | Tri-State International Tennis Tournament  |                        |                    | gravel, buiten    | Ron Goldman William Brown (2)            | Joaquin Loyo-Mayo Jaime Fillol            | 10-8, 6-3              |         |
| 14-07-1969        | Western Tennis Championships               |                        |                    | gravel, buiten    | Bob Lutz Stan Smith (1)                  | Arthur Ashe Charlie Pasarell              | 6-3, 6-4               |         |
| 20-07-1970        | Western Tennis Championships               |                        | $ 25.000           | gravel, buiten    | Ilie Năstase (1) Ion Țiriac              | Bob Hewitt Frew McMillan                  | 6-3, 6-4               |         |
| 02-08-1971        | Western Tennis Championships               |                        | $ 30.000           | gravel, buiten    | Stan Smith (2) Erik van Dillen           | Sandy Mayer Roscoe Tanner                 | 6-4, 6-4               |         |
| 31-07-1972        | Western Tennis Championships               |                        | $ 42.500           | gravel, buiten    | Bob Hewitt Frew McMillan                 | Paul Gerken Humphrey Hose                 | 7-6, 6-4               |         |
| 06-08-1973        | Western Tennis Championships               |                        | $ 50.000           | gravel, buiten    | John Alexander (1) Phil Dent (1)         | Brian Gottfried Raúl Ramírez              | 1-6, 7-6, 7-6          |         |
| 29-07-1974        | Western Tennis Championships               |                        | $ 30.000           | hardcourt, binnen | Dick Dell Sherwood Stewart               | James Delaney John Whitlinger             | 4-6, 7-6, 6-2          |         |
| 28-07-1975        | Western Tennis Championships               |                        | $ 50.000           | hardcourt, binnen | Phil Dent (2) Cliff Drysdale             | Marcello Lara Joaquin Loyo-Mayo           | 7-6, 6-4               |         |
| 12-07-1976        | Western Tennis Championships               |                        | $ 100.000          | gravel, buiten    | Stan Smith (3) Erik van Dillen           | Eddie Dibbs Harold Solomon                | 6-1, 6-1               |         |
| 11-07-1977        | Western Tennis Championships               |                        | $ 100.000          | gravel, buiten    | John Alexander (2) Phil Dent (3)         | Bob Hewitt Roscoe Tanner                  | 6-3, 7-6               |         |
| 10-07-1978        | Western Tennis Championships               |                        | $ 125.000          | gravel, buiten    | Gene Mayer Raúl Ramírez                  | Ismail El Shafei Brian Fairlie            | 6-3, 6-3               |         |
| 20-08-1979        | ATP Championship                           |                        | $ 200.000          | hardcourt, buiten | Brian Gottfried Ilie Năstase (2)         | Bob Lutz Stan Smith                       | 1-6, 6-3, 7-6          |         |
| 18-08-1980        | ATP Championship                           |                        | $ 200.000          | hardcourt, buiten | Bruce Manson Brian Teacher               | Wojtek Fibak Ivan Lendl                   | 6-7, 7-5, 6-4          |         |
| 17-08-1981        | ATP Championship                           |                        | $ 200.000          | hardcourt, buiten | John McEnroe (1) Ferdi Taygan            | Bob Lutz Stan Smith                       | 7-6, 6-3               |         |
| 16-08-1982        | ATP Championship                           |                        | $ 300.000          | hardcourt, buiten | Peter Fleming John McEnroe (2)           | Steve Denton Mark Edmondson               | 6-2, 6-3               |         |
| 15-08-1983        | ATP Championship                           |                        | $ 300.000          | hardcourt, buiten | Victor Amaya Tim Gullikson               | Carlos Kirmayr Cássio Motta               | 6-4, 6-3               |         |
| 20-08-1984        | ATP Championship                           |                        | $ 300.000          | hardcourt, buiten | Francisco González Matt Mitchell         | Sandy Mayer Balázs Taróczy                | 4-6, 6-3, 7-6          |         |
| 19-08-1985        | ATP Championship                           |                        | $ 300.000          | hardcourt, buiten | Stefan Edberg Anders Järryd              | Joakim Nyström Mats Wilander              | 4-6, 6-2, 6-3          |         |
| 18-08-1986        | ATP Championship                           |                        | $ 300.000          | hardcourt, buiten | Mark Kratzmann (1) Kim Warwick           | Christo Steyn Danie Visser                | 6-3, 6-4               |         |
| 17-08-1987        | Thriftway ATP Championship                 |                        | $ 300.000          | hardcourt, buiten | Ken Flach (1) Robert Seguso (1)          | Steve Denton John Fitzgerald              | 7-5, 6-3               |         |
| 15-08-1988        | Thriftway ATP Championship                 |                        | $ 485.000          | hardcourt, buiten | Rick Leach Jim Pugh                      | Jim Grabb Patrick McEnroe                 | 6-2, 6-4               |         |
| 14-08-1989        | Thriftway ATP Championship                 |                        | $ 485.000          | hardcourt, buiten | Ken Flach (2) Robert Seguso (2)          | Pieter Aldrich Danie Visser               | 6-4, 6-4               |         |
| 06-08-1990        | Thriftway ATP Championship                 | Championship Series SW | $ 1.020.000        | hardcourt, buiten | Darren Cahill Mark Kratzmann (2)         | Neil Broad Gary Muller                    | 7-6, 6-4               | details |
| 05-08-1991        | Thriftway ATP Championship                 | Championship Series SW | $ 1.020.000        | hardcourt, buiten | Ken Flach (3) Robert Seguso (3)          | Grant Connell Glenn Michibata             | 6-3, 6-4               | details |
| 10-08-1992        | Thriftway ATP Championship                 | Championship Series SW | $ 1.125.000        | hardcourt, buiten | Todd Woodbridge (1) Mark Woodforde (1)   | Patrick McEnroe Jonathan Stark            | 7-6, 6-4               | details |
| 09-08-1993        | Thriftway ATP Championship                 | Super 9                | $ 1.400.000        | hardcourt, buiten | Andre Agassi Petr Korda                  | Stefan Edberg Henrik Holm                 | 6-4, 7-6               | details |
| 08-08-1994        | Thriftway ATP Championship                 | Super 9                | $ 1.470.000        | hardcourt, buiten | Alex O'Brien Sandon Stolle               | Wayne Ferreira Mark Kratzmann             | 7-6, 3-6, 6-3          | details |
| 07-08-1995        | Thriftway ATP Championship                 | Super 9                | $ 1.545.000        | hardcourt, buiten | Todd Woodbridge (2) Mark Woodforde (2)   | Mark Knowles Daniel Nestor                | 6-4, 6-4               | details |
| 05-08-1996        | Great American Insurance ATP Championship  | Super 9                | $ 1.950.000        | hardcourt, buiten | Mark Knowles (1) Daniel Nestor (1)       | Sandon Stolle Cyril Suk                   | 6-2, 7-5               | details |
| 04-08-1997        | Great American Insurance ATP Championship  | Super 9                | $ 2.050.000        | hardcourt, buiten | Todd Woodbridge (3) Mark Woodforde (3)   | Mark Philippoussis Patrick Rafter         | 6-4, 6-2               | details |
| 10-08-1998        | Great American Insurance ATP Championship  | Super 9                | $ 2.200.000        | hardcourt, buiten | Mark Knowles (2) Daniel Nestor (2)       | Olivier Delaître Fabrice Santoro          | 6-1, 2-1, opg.         | details |
| 09-08-1999        | Great American Insurance ATP Championship  | Super 9                | $ 2.200.000        | hardcourt, buiten | Byron Black Jonas Björkman (1)           | Todd Woodbridge Mark Woodforde            | 6-1, 2-6, 7-6          | details |
| 07-08-2000        | Tennis Masters Series Cincinnati           | Masters Series         | $ 2.450.000        | hardcourt, buiten | Todd Woodbridge (4) Mark Woodforde (4)   | Ellis Ferreira Rick Leach                 | 7-6, 6-4               | details |
| 06-08-2001        | Tennis Masters Series Cincinnati           | Masters Series         | $ 2.450.000        | hardcourt, buiten | Mahesh Bhupathi (1) Leander Paes (1)     | Martin Damm David Prinosil                | 7-6, 6-3               | details |
| 05-08-2002        | Western & Southern Financial Group Masters | Masters Series         | $ 2.450.000        | hardcourt, buiten | James Blake Todd Martin                  | Mahesh Bhupathi Maks Mirni                | 7-5, 6-3               | details |
| 11-08-2003        | Western & Southern Financial Group Masters | Masters Series         | $ 2.200.000        | hardcourt, buiten | Bob Bryan (1) Mike Bryan (1)             | Wayne Arthurs Paul Hanley                 | 7-6, 6-4               | details |
| 02-08-2004        | Western & Southern Financial Group Masters | Masters Series         | $ 2.200.000        | hardcourt, buiten | Mark Knowles (3) Daniel Nestor (3)       | Jonas Björkman Todd Woodbridge            | 7-6, 6-3               | details |
| 15-08-2005        | Western & Southern Financial Group Masters | Masters Series         | $ 2.200.000        | hardcourt, buiten | Jonas Björkman (2) Maks Mirni (1)        | Wayne Black Kevin Ullyett                 | 6-4, 5-7, 6-2          | details |
| 14-08-2006        | Western & Southern Financial Group Masters | Masters Series         | $ 2.200.000        | hardcourt, buiten | Jonas Björkman (3) Maks Mirni (2)        | Bob Bryan Mike Bryan                      | 7-6, 6-4               | details |
| 13-08-2007        | Western & Southern Financial Group Masters | Masters Series         | $ 2.200.000        | hardcourt, buiten | Jonathan Erlich Andy Ram                 | Bob Bryan Mike Bryan                      | 4-6, 6-3, [13-11]      | details |
| 28-07-2008        | Western & Southern Financial Group Masters | Masters Series         | $ 2.365.000        | hardcourt, buiten | Bob Bryan (2) Mike Bryan (2)             | Jonathan Erlich Andy Ram                  | 4-6, 7-6(2), [10-7]    | details |
| 17-08-2009        | Western & Southern Financial Group Masters | Masters 1000           | $ 2.430.000        | hardcourt, buiten | Daniel Nestor (4) Nenad Zimonjić         | Bob Bryan Mike Bryan                      | 3-6, 7-6(2), [15-13]   | details |
| 16-08-2010        | Western & Southern Financial Group Masters | Masters 1000           | $ 2.430.000        | hardcourt, buiten | Bob Bryan (3) Mike Bryan (3)             | Mahesh Bhupathi Maks Mirni                | 6-3, 6-4               | details |
| 15-08-2011        | Western & Southern Open                    | Masters 1000           | $ 2.592.000        | hardcourt, buiten | Mahesh Bhupathi (2) Leander Paes (2)     | Michaël Llodra Nenad Zimonjić             | 7-6(4), 7-6(2)         | details |
| 13-08-2012        | Western & Southern Open                    | Masters 1000           | $ 2.825.280        | hardcourt, buiten | Robert Lindstedt Horia Tecău             | Mahesh Bhupathi Rohan Bopanna             | 6-4, 6-4               | details |
| 12-08-2013        | Western & Southern Open                    | Masters 1000           | $ 3.079.555        | hardcourt, buiten | Bob Bryan (4) Mike Bryan (4)             | Marcel Granollers Marc López              | 6-4, 4-6, [10-4]       | details |
| 11-08-2014        | Western & Southern Open                    | Masters 1000           | $ 3.356.715        | hardcourt, buiten | Bob Bryan (5) Mike Bryan (5)             | Vasek Pospisil Jack Sock                  | 6-3, 6-2               | details |
| 17-08-2015        | Western & Southern Open                    | Masters 1000           | $ 3.826.655        | hardcourt, buiten | Daniel Nestor (5) Édouard Roger-Vasselin | Marcin Matkowski Nenad Zimonjić           | 6-2, 6-2               | details |
| 15-08-2016        | Western & Southern Open                    | Masters 1000           | $ 4.362.385        | hardcourt, buiten | Ivan Dodig (1) Marcelo Melo              | Jean-Julien Rojer Horia Tecău             | 7-6(5), 6-7(5), [10-6] | details |
| 20-08-2017        | Western & Southern Open                    | Masters 1000           | $ 4.973.120        | hardcourt, buiten | Pierre-Hugues Herbert Nicolas Mahut      | Jamie Murray Bruno Soares                 | 7-6(6), 6-4            | details |
| 19-08-2018        | Western & Southern Open                    | Masters 1000           | $ 5.669.360        | hardcourt, buiten | Jamie Murray Bruno Soares                | Juan Sebastián Cabal Robert Farah Maksoud | 4-6, 6-3, [10-6]       | details |
| 18-08-2019        | Western & Southern Open                    | Masters 1000           | $ 6.056.280        | hardcourt, buiten | Ivan Dodig (2) Filip Polášek             | Juan Sebastián Cabal Robert Farah Maksoud | 4-6, 6-4, [10-6]       | details |
| 29-08-2020        | Western & Southern Open                    | Masters 1000           | $ 4.222.190        | hardcourt, buiten | Pablo Carreño Busta Alex de Minaur       | Jamie Murray Neal Skupski                 | 6-2, 7-5               | details |
| 22-08-2021        | Western & Southern Open                    | Masters 1000           | $ 5.404.435        | hardcourt, buiten | Marcel Granollers Horacio Zeballos       | Steve Johnson Austin Krajicek             | 7-6(5), 7-6(5)         | details |
| 21-08-2022        | Western & Southern Open                    | Masters 1000           | $ 6.280.880        | hardcourt, buiten | Rajeev Ram Joe Salisbury                 | Tim Pütz Michael Venus                    | 7-6(4), 7-6(5)         | details |
| 20-08-2023        | Western & Southern Open                    | Masters 1000           | $ 6.600.000        | hardcourt, buiten | Máximo González Andrés Molteni           | Jamie Murray Michael Venus                | 3–6, 6–1, [11–9]       | details |
| 19-08-2024        | Western & Southern Open                    | Masters 1000           | $ 6.795.555/small> | hardcourt, buiten | Marcelo Arévalo Mate Pavić               | Mackenzie McDonald Alex Michelsen         | 6–2, 6–4               | details |

## Statistieken

### Meeste enkelspeltitels
| Aantal titels | Speler          | Jaren                                    |
| ------------- | --------------- | ---------------------------------------- |
| 7             | Roger Federer   | 2005, 2007, 2009, 2010, 2012, 2014, 2015 |
| 4             | George Lott     | 1924, 1925, 1927, 1932                   |
| 4             | Bobby Riggs     | 1936, 1937, 1938, 1940                   |
| 4             | Mats Wilander   | 1983, 1984, 1986, 1988                   |
| 3             | Raymond Little  | 1900, 1901, 1902                         |
| 3             | Beals Wright    | 1904, 1905, 1906                         |
| 3             | Robert LeRoy    | 1907, 1908, 1909                         |
| 3             | William Talbert | 1941, 1945, 1947                         |
| 3             | Bernard Bartzen | 1955, 1957, 1958                         |
| 3             | Marty Riessen   | 1962, 1963, 1974                         |
| 3             | Pete Sampras    | 1992, 1997, 1999                         |
| 3             | Andre Agassi    | 1995, 1996, 2004                         |
| 3             | Novak Đoković   | 2018, 2020, 2023                         |

(Bijgewerkt t/m 2024)

### Meeste enkelspeltitels per land
| Aantal titels | Land                |
| ------------- | ------------------- |
| 85            | Verenigde Staten    |
| 7             | Zweden              |
| 7             | Zwitserland         |
| 3             | Ecuador             |
| 3             | Servië              |
| 2             | Australië           |
| 2             | Verenigd Koninkrijk |
| 2             | Spanje              |
| 2             | Duitsland           |
| 2             | Kroatië             |

(Bijgewerkt t/m 2024)

### Enkel- en dubbelspeltitel in hetzelfde jaar
| Tennisser    | Jaar |
| ------------ | ---- |
| Stan Smith   | 1971 |
| John McEnroe | 1981 |

(Vanaf 1968)
(Bijgewerkt t/m 2024)

### Baansnelheid
| Court Pace Index                                     |
| ---------------------------------------------------- |
|                                                      |
| ■ Traag ■ Medium traag ■ Medium ■ Medium snel ■ Snel |

Bron: Court Pace Index: Tennis court speeds, 2016/17 Court Speeds Tennis Warehouse Forum, Nick Lester Twitter, TennisReddit Twitter